# 선운사버스정류장
선운사버스정류장은 전북특별자치도 고창군 아산면 중촌길 4(삼인리 392-18)에 위치한 대한민국의 시외버스정류장이다.
선운사로 들어가는 길목에 위치하며, 주변에 선운사를 이용하는 사람들을 위한 주차장들 사이에 있다.

## 운행 노선

### 시외버스
| 운행 노선     | 운행업체 | 운행구간 | 운행구간 | 운행구간 | 경유지 | 배차 간격 | 시간표                     |
| ------------- | -------- | -------- | -------- | -------- | ------ | --------- | -------------------------- |
| 선운사 ↔ 광주 | 광신고속 | 선운사   | ↔        | 광주     | 고창   | 4회       | 09:30, 10:20, 15:10, 17:35 |
| 선운사 ↔ 정읍 | 전북고속 | 선운사   | ↔        | 정읍     | 흥덕   | 1회       | 19:05                      |

### 군내버스
고창군의 농어촌버스가 주로 운행한다.
- 선운사 ~ 정읍
- 선운사 ~ 심원, 해리, 만돌
- 선운사 ~ 흥덕
- 선운사 ~ 아산, 고창

- 정읍시의 시내버스 : 101번 (하루 2회 운행)